# 1929 en sports équestres
Chronologie des sports équestres
- 1928 en sports équestres - 1929 en sports équestres - 1930 en sports équestres

Cet article présente les faits marquants de l'année 1929 en sports équestres.

## Événements

### Année
- le général français Albert-Eugène-Édouard Decarpentry rédige le premier règlement des épreuves internationales de dressage[1].